# Mozart und Meisel
Mozart und Meisel ist eine Fernsehserie des Österreichischen Rundfunks. 1987 entstanden sechs Folgen à 45 Minuten, die Regie führte Peter Hajek.

## Inhalt
Harry Meisel ist depressiv und beschließt, seinem Leben ein Ende zu setzen. Als er in die Donau springen will, rettet ihm Axel Mozart das Leben. Der unverbesserliche Pessimist Meisel und der ewige Optimist Mozart freunden sich an.
Zusammen betreiben sie in einer traumhaften Lage in Wien (Grüngürtel) eine Heurigenwirtschaft, das Lokal „Zur Zukunft“, das Meisel zuvor mit seiner nun geschiedenen Ehefrau betrieb, und dessen Spezialität Wiener Schnitzel ist. Es wird zwischendurch immer wieder geschlossen, Gas und Strom werden aufgrund nicht bezahlter Rechnungen abgedreht. Der Besitzer einer gut gelegenen Gruft, die er liebevoll „Zweitwohnung“ nennt, wird vom unverbesserlichen Optimisten Mozart im Laufe der Serie an diversen Selbstmordversuchen gehindert. Mozart wird dabei gleich von zwei hübschen Damen begleitet, die sich dem teilzeitarbeitslosen Tierarzt verbunden fühlen. Schließlich verkauft Meisel seine Gruft sogar, um mit dem Erlös die Wirtschaft wieder zu sanieren. Am Ende stehen die beiden Protagonisten nach unverschuldetem Fleischskandal, Löwenzähmung, irrtümlich eingesetztem Herzschrittmacher sowie Polizeiverhör vor einem noch größeren Trümmerhaufen als zuvor. Mozarts optimistischer Kommentar: Es kann nur aufwärts gehen!

## Darsteller
- Harry Meisel – Götz Kauffmann
- Axel Mozart  – Andreas Vitásek
- Krista – Julia Stemberger
- Lucy – Beatrice Wipperich
- Regisseur – Dieter Moor
- Zoobesitzer – Hans Heinrich Strobele
- Angestellte – Monika Tajmar
- Kollegin – Susi Stach
- Otto – Florian Böhm
- Taxifahrer – Joe Berger
- Lotte – Lotte Loebenstein
- Gerti – Angelika Vitásek
- Zahnarzt – Hermann Strobl
- Vorzimmerdame – Anita Kolberg
- Anlageberater und Kaiser Franz – Alexander Lhotzky
- Zoobesucher – Nika  & Jakob Brettschneider
- Beifahrer – Peter Traxler (Muckenstruntz)
- Bierfahrer – Wolfgang Katzer (Bamschabl)
- Dt. Hausfrau – Barbara Ossenkopp
- Franzi – Martin Schnögass
- Karin – Hanna Dorothea Hofhansl
- Hr. Eibisch – Michael Gampe
- Fr. Eibisch – Christine Jirku
- Michael – Pablo Farassat
- Sandy – Patricia Fritthum
- Mann in Schwarz – Felix Hassler
- Hoteldetektiv – Paul Wolff-Plottek
- Friedhofswärter – Hellmuth Hron
- Chirurg – Alexander Goebel
- und viele andere – Günther Mokesch, Thomas Enzinger, Gerald Pichowetz, Erwin Leder, Margot Hruby, Elly Wright, Herbert Pendl, Jean-Pierre Conu, …
- Sprecher – Walter Benn

## Folgen
- 1. Bis zum Hals im Wasser
- 2. Wiener Schnitzel
- 3. Suite 1811
- 4. Ein heißer Tag
- 5. Herzklopfen
- 6. Hildes Lied